# Кинтеро, Родольфо
Родольфо Кинтеро (исп. Rodolfo Quintero, 4 декабря 1909, Маракайбо, штат Сулия — 11 ноября 1985, Каракас) — венесуэльский учёный, профсоюзный и политический деятель.
Один из основателей Коммунистической партии Венесуэлы (1931), генеральный секретарь Прогрессивной республиканской партии (1936), позднее член руководства Национально-демократической партии. Основатель и председатель партии «Венесуэльский народный союз» (1944), участвовал в создании Объединённой коммунистической партии Венесуэлы и Революционной пролетарской партии (1946), в 1963 — один из создателей Единого центра трудящихся Венесуэлы. Доктор антропологических наук, профессор Центрального университета Венесуэлы. За участие в борьбе против диктатуры неоднократно подвергался арестам и тюремному заключению, несколько раз высылался из страны.